# Dinapur Nizamat
Dinapur Nizamat è una suddivisione dell'India, classificata come municipality, di 130.339 abitanti, situata nel distretto di Patna, nello stato federato del Bihar. In base al numero di abitanti la città rientra nella classe I (da 100.000 persone in su).

## Geografia fisica
La città è situata a 25° 37' 59 N e 85° 02' 02 E.

## Società

### Evoluzione demografica
Al censimento del 2001 la popolazione di Dinapur Nizamat assommava a 130.339 persone, delle quali 69.024 maschi e 61.315 femmine. I bambini di età inferiore o uguale ai sei anni assommavano a 19.953, dei quali 10.541 maschi e 9.412 femmine. Infine, coloro che erano in grado di saper almeno leggere e scrivere erano 72.621, dei quali 43.852 maschi e 28.769 femmine.